# Te boté
"Te Boté" és una cançó del 2018 del cantant porto-riqueny Nio García, amb Darell i Casper. Una versió remix amb els cantants porto-riquenys Nicky Jam, Bad Bunny i Ozuna va ser presentada el 5 d'octubre de 2018 i aquesta cançó va ser la cançó de 7 minuts. El video remix ha rebut mes de 1.000 milions de vistes a YouTube. Des de la seva presentació, la cançó ha esdevingut un gran èxit, coronant els ranquings de l'Argentina, Bolívia, Xile, Colòmbia, Costa Rica, la República Dominicana, El Salvador, Guatemala, Itàlia, Mèxic, Panamà, Paraguai, Perú, Uruguai i Veneçuela. La cançó va rebre una certificació llatina de platí doble per l'Associació d'Indústria de l'Enregistrament d'Amèrica (RIAA) per vendre per damunt 120,000 còpies en el país.